# Berlinale 1969

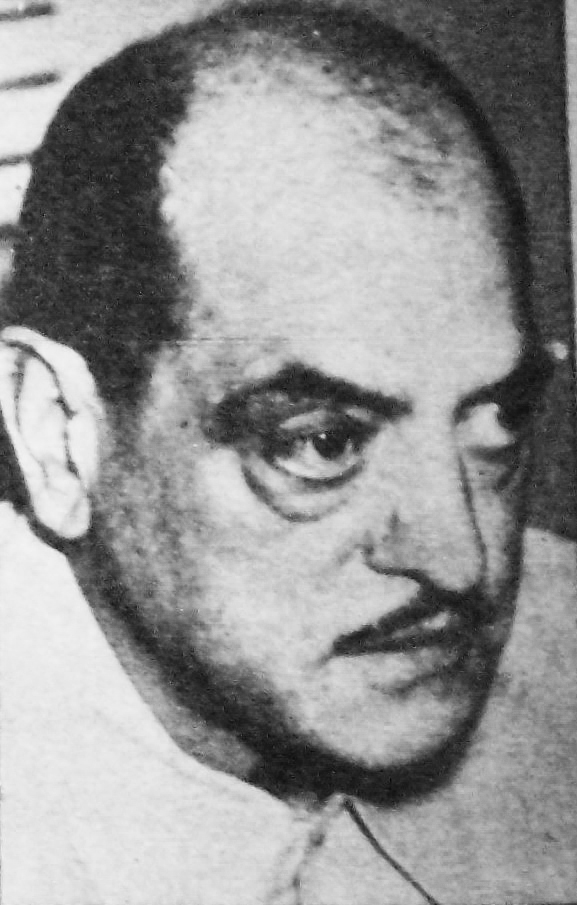
Le réalisateur Luis Buñuel, récompensé pour La Voie lactée et l'ensemble de sa production.

La Berlinale 1969 était la 19e édition du festival du film de Berlin, qui s'est déroulée du 25 juin 1969 au 6 juillet 1969.

## Jury
- Johannes Schaaf (Président du jury)
- Agnesa Kalinova
- José P. Dominiani
- François Chalais
- John Russell Taylor
- Giovanni Grazzini
- Masaki Kobayashi
- Archer Winsten
- Ulrich Gregor

## Palmarès
- Ours d'or : Travaux précoces (Rani Radovi) de Želimir Žilnik
- Ours d'argent :
  - Greetings de Brian De Palma
  - Ich bin ein Elefant, Madame (de) de Peter Zadek
  - Made in Sweden de Johan Bergenstråhle